# Trollsjön (Stora Tuna socken, Dalarna)
Trollsjön är en sjö i Borlänge kommun i Dalarna och ingår i Dalälvens huvudavrinningsområde.